# مسجد يونس باي
مسجد يونس باي (باليونانية: Τέμενος Γιούνους Μπέη)‏، من (بالتركية: Yunus Bey Camii)‏: كان مسجدًا من العصر العثماني في مدينة كوموتيني، تراقيا الغربية، في اليونان. لم يبق منه اليوم إلا أطلال.

## الوصف
تم بناء المسجد السابق في ما يعرف الآن بمنطقة نيا موسينوبولي في كوموتيني. تم بناؤه بعد الفتح العثماني لتراقيا، لكن العام المحدد الذي تم فيه تشييد يونس باي لا يزال غير معروف. اليوم لم يبق منه إلا أربعة جدران خارجية وباب. انهار سقف المسجد وجميع جدرانه الداخلية. يتم استخدام الجزء الداخلي الآن كساحة لعب للأطفال المحليين.
وفقًا لخطط مصادرة الملكية في بلدية كوموتيني، من المقرر مصادرة ملكية ما يقدر بنحو 41.25 مترًا مربعًا من قطعة أرض يونس باي. يستند هذا إلى مخططات مدينة كوموتيني التي تم رسمها في 1993، والتي تضمنت العديد من المساجد والجوامع الأخرى.